# Cardedeu
Cardedeu est une commune de la province de Barcelone, en Catalogne, en Espagne, de la comarque du Vallès Oriental.

## Géographie
La commune se trouve à une distance de 31 km de Barcelone et de 7 km de Granollers (chef-lieu de la comarque). La commune, qui s'étend sur 12,89 km2, est établie au milieu de la dépression pré-littorale catalane, entre la Cordillère littorale et le massif du Montseny.
Elle bénéficie d'une bonne communication ferroviaire (axe Barcelona – Portbou) et routière (autoroute AP-7, sortie 12; route C-251, qui traverse le centre urbain; route C-35; et les routes locales vers les communes de Cànoves, Dosrius et La Roca del Vallès).
|                           | Cànoves i Samalús  | Sant Pere de Vilamajor (par un quadripoint) |
| Les Franqueses del Vallès | Cardedeu           | Sant Antoni de Vilamajor                    |
|                           | La Roca del Vallès | Llinars del Vallès                          |

## Histoire
La Dépression Pré-littorale a été et est toujours le principal couloir naturel du continent européen dans la Péninsule Ibérique. Il se compose de plaines fertiles, un climat doux et une certaine proximité de la mer. C'est pour cela que ces contrées ont été habitées depuis des temps immémoriaux. On trouve des restes mégalithiques dans la zone du Pla de Pins Rosers. En époque romaine, au milieu de la comarque du Vallès se trouvait la Via Augusta et plusieurs voies secondaires. C'est ainsi que dans la contrée on trouve un grand nombre de restes romaines, trop souvent négligées à cause de son caractère peu spectaculaire. À Cardedeu, de nombreux restes de poterie romaine ont été trouvées dans des “masies” (maisons rurales traditionnelles) et dans des champs de cultivation (par exemple à Ca l'Alzina ou à Pla de Rifanyes).

### Origines médiévales
Cardedeu est une ville d'origine médiévale, puisque la première référence écrite connue date de l'an 941, quand apparaît le nom de Carotitulo. La paroisse (Paroisse de Santa Maria) est documentée depuis 1012, comme appartenant à la zone de juridiction royale du château de Vilamajor, à côté des paroisses de Santa Susanna, Sant Pere de Vilamajor et Sant Julià del Fou. À cette époque-là le peuplement devait être de caractère disséminé, composé de plusieurs maisons rurales.
En 1272, à Gérone, le roi Jacques Ier signa la charte de commune de » Cardedol », en lui octroyant la possibilité de construire une muraille, d'organiser un marché hebdomadaire (tous les mercredis) et une foire annuelle (Sainte Croix, en septembre), en même temps qu'il exemptait la population du payement de quelques impôts. Il ordonna également le passage par Cardedeu de la voie royale qui menait de Barcelone à France. C'est ainsi que Cardedeu acquit définitivement son caractère urbain.

### Époque moderne
C'est depuis 1599, quand le roi Philippe II accorda la séparation par rapport à Vilamajor, que Cardedeu existe en tant que municipalité à part entière.
Parmi les nombreux évènements calamiteux enregistrés historiquement pendant cette époque, est particulièrement remarquable le tremblement de terre de 1448, qui a eu l'épicentre entre Cardedeu et Llinars del Vallès et qui a provoqué plus d'une centaine de victimes, ainsi que l'effondrement d'une partie du clocher et de plusieurs maisons. Il faut aussi souligner le pillage et l'incendie de la ville menés par les troupes castillanes en 1640 dans le contexte de la Guerre des Faucheurs, et les inondations de 1776 et 1777.
Malgré ces malheurs la ville de Cardedeu, située sur un point stratégique au niveau des voies de communication entre Barcelone, Gérone et France, subit une lente croissance et prospéra de manière à atteindre, en 1787, une population de 1085 habitants.

### XIXesiècle
Le XIXe siècle fut un mélange de progrès et de faits violents remarquables. Notamment, pendant la Guerre d'indépendance espagnole plusieurs maisons ont été brulées. En décembre 1808 une bataille se livra dans la zone du Torrent del Fou, entre Cardedeu et Llinars del Vallès. Ce fut la Bataille de Llinars, entre Espagnols et Français, qui vit la victoire de ces derniers, sous les ordres du général Laurent de Gouvion-Saint-Cyr. Les troupes napoléoniennes entrent à Cardedeu et, sans trouver de résistance sur leur trajet, arrivent à Barcelone, où elles cassent le siège, et libèrent les garnisons françaises.
De cette bataille, le peintre français Jean-Charles Langlois en a fait une gravure nommée La bataille de Cardedeu, visible au Musée du Louvre.
Grâce à l'arrivée du train (1860) et le passage de la route de Caldes de Montbui à Sant Celoni (1864), la commune subit une légère croissance et devient progressivement une ville moderne. Ce progrès est seulement interrompu en 1873, quand à plusieurs reprises les troupes carlistes entrent dans la ville et brûlent l'archive municipale, ainsi que l'hôtel de ville, l'église et la gare. C'est à cette occasion qu'une quarantaine de libéraux trouvèrent refuge dans le clocher de l'église et, après s'être rendus avec la promesse de leur vie sauve, furent fusillés.

### Ville de villégiature
Une fois que les guerres carlistes furent terminées, le phénomène de la villégiature (on fait référence à l'habitude, très répandue parmi les classes aisées de la société barcelonaise d'aller passer de longs séjours pendant l'été hors de la ville) commença à devenir particulièrement important, avec les premières villas construites en 1880. Les architectes les plus remarquables qui participèrent à ce phénomène furent: Eduard Balcells, Ramon Puig i Giralt, Josep Ros i Vila et Manuel Raspall (le plus connu), qui ont laissé un patrimoine architecturale de valeur, qui se conserve toujours en bon état.
Parmi les estivants qui choisirent Cardedeu à la fin du XIXe siècle et au début du XXe, on y retrouve des figures telles que les sénateurs Josep Vilaseca i Moragues et Josep Daurella i Rull, les maires de Barcelona Marià Borrell i Joan Amat i Sormani, ou le député Joan Lligé i Pagès, en plus de plusieurs industriels, banquiers et professionnels libéraux.
Le 18 août 1907 l'écrivain Josep Carner a lu le discours d'inauguration des Jeux floraux de Cardedeu. Un autre écrivain catalan de renommée qui visita le village à plusieurs reprises fut Santiago Rusiñol, qui se déplaça depuis Llinars pour assister aux représentations de théâtre amateur dans le Gran Casino del Vallès.

## Démographie
Cardedeu a subi une grande croissance démographique grâce à cette facilité des communications, en particulier avec Barcelone, de sorte à attirer un grand nombre de population procédant ou travaillant à la ville.

## Politique
L'actuel maire de Cardedeu depuis 2015 est Enric Olivé Manté de la Gauche républicaine de Catalogne.

## Personnalités
- El general Laurent Gouvion-St-Cyr (Toul, Lorena, 13 mai de 1764 – Hyères, Var, 17 mars de 1830) il fut militaire.